# Magdalena Marek (polityk)
Magdalena Ewa Marek z domu Gąsior, poprzednio Gąsior-Marek (ur. 17 grudnia 1983 w Lublinie) – polska polityk, posłanka na Sejm VI, VII i VIII kadencji.

## Życiorys
Ukończyła I Liceum Ogólnokształcące im. Stanisława Staszica w Lublinie, a w 2007 studia ekonomiczne na Uniwersytecie Marii Curie-Skłodowskiej w Lublinie. Została członkinią koła naukowego ekonomistów UMCS, założyła i została przewodniczącą Studenckiego Klubu Dyskusyjnego. Od 2004 do 2007 pracowała w TUiR Warta, była także zatrudniona na etacie specjalisty w Lubelskim Urzędzie Wojewódzkim. W 2014 ukończyła (nie broniąc doktoratu) studia doktoranckie w Szkole Głównej Handlowej, a w 2017 na tej samej uczelni studia podyplomowe z prawa i ekonomii rynków kapitałowych.
Z listy Platformy Obywatelskiej w 2006 została wybrana na radną lubelskiej rady miejskiej, której była najmłodszym członkiem. W wyborach parlamentarnych w 2007 uzyskała mandat poselski, otrzymując w okręgu lubelskim 16 114 głosów. W 2011 z powodzeniem ubiegała się o reelekcję. W 2015 nie została wybrana na kolejną kadencję. W tym samym roku rozpoczęła pracę jako dyrektor departamentu w Lubelskim Urzędzie Wojewódzkim. W 2018, wskutek wyboru Wojciecha Wilka na burmistrza Kraśnika, objęła mandat posłanki VIII kadencji. Nie wystartowała w kolejnych wyborach w 2019. W marcu 2021 odeszła z PO.

## Życie prywatne
Zamężna z Ernestem Markiem.